# RoughSketch
RoughSketch, de son vrai nom Shōhei Uno (宇野 将平, né le 4 août 1987 à Shibetsu), est un producteur et disc jockey japonais de J-core et mainstream hardcore. Il est le fondateur et dirigeant de son propre label discographique indépendant, Notebook Records. La plupart de ses œuvres sont publiées dans des jeux d'arcade.

## Biographie
Shohei est né à Shibetsu, une ville située à l'est de Hokkaidō. Il déménage à Sapporo pour poursuivre des études supérieures. Il explique être devenu passionné de musique grâce notamment à son père qui en écoutait beaucoup. Il découvre le techno hardcore en jouant au jeu d'arcade Pop'n Music dans lequel il entend le morceau gabber Disable da Stack de D-Crew, et tente d'en connaître plus sur ce genre musical en effectuant des recherches sur Internet.
Il débute dans la production musicale à l'âge de 16-17 ans en 2004, à l'aide d'un séquenceur MIDI Tekito Sequencer. À cette période, il décide d'emprunter le nom d'artiste « RoughSketch », basé sur sa passion du dessin. En 2006, il participe aux compilations de labels locaux notables tels que Mob Squad Tokyo et Hardcore Tano*C avec son morceau Killer Pill. Le 25 septembre 2007, il fonde son propre label, Notebook Records, et y fait paraître son premier album, Rave Is..., distribué par GUHROOVY, qu'il produit alors qu'il est encore au lycée professionnel. L'année suivante, en 2008, il assiste à une performance de DJ Ichidken (alias Kinkai Mosquito) et de Np Inutahiko, avec qui il forme un « Army of Hardcore à la japonaise » du nom de SHC Crew. Dès lors, la crew publie l'album 印度のソバ屋 -Indo No Sobaya-.
En 2010, il fait paraître son tout premier EP intitulé Samurai Terrorist, chez le label néerlandais Megarave Records, ce qui lui permet d'accroître progressivement sa notoriété à l'échelle internationale. En 2012, son titre Distorted Floor est publié dans le jeu vidéo Sound Voltex. En 2013, il participe au collectif japonais IOSYS. Le 27 avril 2014, il fait paraître son cinquième album, Puppet Nightmare. La même année, son titre Army of Marionnettes est présenté dans le jeu d'arcade Reflec Beat Groovin'!!, publié par Konami.
Au début de l'année 2015, RoughSketch est présenté dans la liste des titres du jeu vidéo Beatmania IIDX 22: Pendual, publié par Konami, avec son titre No Tears. Le 18 mars 2018, il publie un nouvel EP intitulé Karuma chez Megarave.

## Discographie notable

### Albums studio
- 2007 : Rave Is...
- 2008 : 印度のソバ屋 -Indo No Sobaya-
- 2009 : 108 Sketches (avec T+Pazolite)
- 2010 : Muscari
- 2010 : 108 Sketches 2 (avec T+Pazolite)
- 2011 : Distorted Children
- 2012 : Breaking the Rules
- 2013 : 108 Sketches 3 (avec T+Pazolite)
- 2014 : Bassdrum:File #7
- 2014 : Puppet Nightmare
- 2015 : Maddest Circus Show
- 2016 : 108 Sketches 4 (avec T+Pazolite)
- 2016 : Aboot Phaze ～ Notebook Aboot ～
- 2016 : Alice In Voodooland
- 2016 : 108 Sketches 3 (avec T+Pazolite) (C.H.S)
- 2017 : Forgotten Gears (Notebook Records)
- 2017 : Rhyzing Sun - Hommarju Side - (avec Hommarju)
- 2018 : The Noize
- 2019 : Violence in the Hospital (Notebook Records)
- 2021 : Halloween is Chaos (Notebook Records)
- 2022 : Devil's Nightmare
- 2024 : Lost Neverland

### Singles et EP
- 2011 : It's Showtime (Megarave Records)
- 2012 : RoughSketch & DJ Ikkodate – Uppermost Hardcore Gorilla (Notebook)
- 2012 : Fake Star (Megarave Records)
- 2014 : New Environment EP (Megarave Records)
- 2015 : C.H.S - C88 Special Disc (avec T+Pazolite)
- 2015 : Puppet Nightmare Remixes (Notebook)